# کونوتوپا (شهرستان وارساف وست)
کونوتوپا (به لهستانی:  Konotopa) یک روستا در لهستان است که در گمینا اوژاروف مازوویتسکی واقع شده‌است.